# Lac Poncheville
Lac Poncheville är en sjö i Kanada.   Den ligger i regionen Nord-du-Québec och provinsen Québec, i den östra delen av landet, 500 km norr om huvudstaden Ottawa. Lac Poncheville ligger 267 meter över havet. Arean är 99 kvadratkilometer. Den sträcker sig 18,5 kilometer i nord-sydlig riktning, och 17,6 kilometer i öst-västlig riktning.
Trakten runt Lac Poncheville är nära nog obefolkad, med mindre än två invånare per kvadratkilometer.